# Tatum Dagelet
Pour les articles homonymes, voir Dagelet.
Tatum Dagelet, née le 25 février 1975 à Amsterdam, est une actrice et animatrice de télévision et de radio néerlandaise.

## Vie privée
Tatum Dagelet est la fille de l'acteur Hans Dagelet. Elle est la sœur des actrices Dokus Dagelet et Charlie Chan Dagelet puis des acteurs Mingus Dagelet et Monk Dagelet. De 2000 à 2004, elle fut l'épouse de l'animateur radio Ruud de Wild, ils se séparent après quatre ans de mariage. Elle fut en couple avec le footballeur néerlandais Daniël de Ridder.

## Filmographie
- 1988 : Amsterdamned de Dick Maas : Anneke Visseur[4]
- 1992 : Voor een verloren soldaat de Roeland Kerbosch : Gertie[5]
- 2000-2001 : Ochtendzwemmers de Nicole van Kilsdonk : Tanja[6]
- 2005 : Brutale Moeders
- 2013 : Leve Boerenliefde de Steven de Jong :  Wenda van Zwol

## Animation
- 1997-1998 : Brutale Meiden

## Livre
- 2010 : Drinken, vloeken en hopen dat je bemind wordt: handleiding scheiden voor de moeder